# Sam the Eagle
Sam, de Amerikaanse adelaar, is een personage uit The Muppet Show. De naam Sam wijst op Uncle Sam, zinnebeeld voor de Verenigde Staten.
Sam is een welgemanierde adelaar en vindt The Muppet Show maar een ziek en vreemd programma, inclusief alle personages die erin spelen. Alleen Statler en Waldorf vindt hij fatsoenlijke mannen. Hij heeft zichzelf uitgeroepen tot bewaker van de moraal. In oude afleveringen van de show is hij een aanhanger van de Amerikaanse Republikeinse Partij en een bewonderaar van Richard Nixon.
Sam verontschuldigt zich vaak bij de gasten om de dingen die zij moeten doen van Kermit. Als de gasten zeggen dat ze ervan genoten hebben verliest Sam gelijk zijn waardering voor deze gast(en). Regelmatig komt hij de kleedkamer binnen om de gast ervan te weerhouden om in de show te spelen, maar als de gast dan iets doet wat in Sams ogen abnormaal is, dan zegt hij dat hun act begint.
Sam geeft ook regelmatig speeches over bepaalde toestanden. In de aflevering met Julie Andrews verdedigt hij bijvoorbeeld de glorie van de industrie en technologie. Hij zegt dat industrialisatie aangevallen wordt door een kleine groep van oversentimentele subversieve milieuactivisten. Hij leest dan over de dieren die zij willen beschermen en lacht denigrerend om elk dier totdat hij ziet dat zijn eigen soort erbij staat. Hij verklaart deze lijst dan ook ongeldig.
Ook geeft hij eens een lezing over de mensen, die onder hun kleren eigenlijk volkomen naakt zijn. Hij staakt zijn lezing echter als hij erachter komt dat een adelaar onder zijn veren ook naakt is.
Sam is soms ook wel blij met bepaalde gasten, een daarvan was Rudolf Noerejev. Hij schatte Noerejev erg hoog in, maar toen Noerejev in lompenkleren de studio in wou wandelen schopte Sam hem er in eerste instantie uit, omdat hij 'm niet herkende. Wanneer hij zijn fout ontdekt spendeert hij de rest van de show met zijn excuses aan de balletdanser aan te bieden. Maar na diens optreden in het Zwijnenmeer en de tapdans heeft Sam echter weer spijt dat hij hem toch binnen heeft gelaten.
De Nederlandse stem van Sam de Arend is Marcel Jonker in The Muppets, Muppets Most Wanted, Muppets Now en Muppets Haunted Mansion.